# Vazerol
Vazerol (toponimo tedesco e romancio) è una frazione del comune svizzero di Albula, nella regione Albula (Canton Grigioni).

## Storia
Qui secondo una tradizione, storicamente infondata, sarebbe stato siglato l'accordo della Repubblica delle Tre Leghe nel 1471.
Già frazione del comune di Brinzauls, il 1º gennaio 2015 è stata con questo accorpato agli altri comuni soppressi di Alvaneu, Alvaschein, Mon, Stierva, Surava e Tiefencastel per formare il nuovo comune di Albula.

## Monumenti e luoghi d'interesse
- Casa Grande (in romancio Tgesa Gronda[senza fonte])[1];
- Stele commemorativa sul prato (chiamato anche il "grütli grigionese"[senza fonte]) dove secondo la tradizione sarebbe stato siglato l'accordo della Repubblica delle Tre Leghe (1471)[1].